# Marie Walcamp
Marie Walcamp (Dennison, de Ohio, 27 de julio de 1894 – 17 de noviembre de 1936) fue una actriz estadounidense del cine mudo. Apareció en 107 películas desde 1913 hasta 1927. 
Se suicidó mediante una sobredosis de medicación. 

## Filmografía
- The Blot (1921)
- The Red Ace (1917)
- Liberty (1916)
- The Werewolf (1913)